# Sultan Al-Ghanam
Sultan Abdullah Al-Ghanam, noto semplicemente come Sultan Al-Ghanam (in arabo سلطان الغنام‎?; Al Zulfi, 6 maggio 1994), è un calciatore saudita, difensore dell'Al-Nassr e della Nazionale saudita.

## Caratteristiche tecniche
È un terzino destro.

## Carriera

### Club
Ha giocato nella prima divisione saudita.

### Nazionale
Con la nazionale saudita ha preso parte alla Coppa d'Asia 2019 sostituendo l'infortunato Abdullah Al-Khaibari.

## Statistiche

### Presenze e reti nei club
Statistiche aggiornate al 17 ottobre 2023.
| Stagione          | Squadra           | Campionato        | Campionato | Campionato | Coppe nazionali | Coppe nazionali | Coppe nazionali | Coppe continentali | Coppe continentali | Coppe continentali | Altre coppe | Altre coppe | Altre coppe | Totale | Totale |
| Stagione          | Squadra           | Comp              | Pres       | Reti       | Comp            | Pres            | Reti            | Comp               | Pres               | Reti               | Comp        | Pres        | Reti        | Pres   | Reti   |
| ----------------- | ----------------- | ----------------- | ---------- | ---------- | --------------- | --------------- | --------------- | ------------------ | ------------------ | ------------------ | ----------- | ----------- | ----------- | ------ | ------ |
| 2015-2016         | Al-Faisaly        | SPL               | 1          | 0          | KC+PC           | 0+0             | 0               | -                  | -                  | -                  | -           | -           | -           | 1      | 0      |
| 2016-2017         | Al-Faisaly        | SPL               | 2          | 0          | KC+PC           | 1+1             | 0               | -                  | -                  | -                  | -           | -           | -           | 4      | 0      |
| 2017-2018         | Al-Faisaly        | SPL               | 21         | 0          | KC              | 4               | 0               | -                  | -                  | -                  | -           | -           | -           | 25     | 0      |
| Totale Al-Faisaly | Totale Al-Faisaly | Totale Al-Faisaly | 24         | 0          |                 | 6               | 0               |                    | -                  | -                  |             | -           | -           | 30     | 0      |
| 2018-2019         | Al-Nassr          | SPL               | 26         | 2          | KC              | 2               | 0               | ACL                | 8                  | 1                  | CdC         | 4           | 0           | 40     | 3      |
| 2019-2020         | Al-Nassr          | SPL               | 28         | 2          | KC              | 3               | 0               | ACL                | 8                  | 0                  | SS          | 1           | 0           | 39     | 2      |
| 2020-2021         | Al-Nassr          | SPL               | 25         | 1          | KC              | 3               | 0               | ACL                | 9                  | 0                  | SS          | 1           | 0           | 38     | 1      |
| 2021-2022         | Al-Nassr          | SPL               | 25         | 2          | KC              | 2               | 0               | -                  | -                  | -                  | -           | -           | -           | 27     | 2      |
| 2022-2023         | Al-Nassr          | SPL               | 27         | 1          | KC              | 3               | 0               | -                  | -                  | -                  | SS          | 1           | 0           | 31     | 1      |
| 2023-2024         | Al-Nassr          | SPL               | 8          | 1          | KC              | 0               | 0               | ACL                | 4                  | 1                  | CdC         | 5           | 1           | 17     | 3      |
| Totale Al-Nassr   | Totale Al-Nassr   | Totale Al-Nassr   | 139        | 9          |                 | 13              | 0               |                    | 29                 | 2                  |             | 12          | 1           | 193    | 12     |
| Totale carriera   | Totale carriera   | Totale carriera   | 167        | 9          |                 | 19              | 0               |                    | 29                 | 2                  |             | 12          | 1           | 223    | 12     |

### Cronologia presenze e reti in nazionale
| Cronologia completa delle presenze e delle reti in nazionale ― Arabia Saudita | Cronologia completa delle presenze e delle reti in nazionale ― Arabia Saudita | Cronologia completa delle presenze e delle reti in nazionale ― Arabia Saudita | Cronologia completa delle presenze e delle reti in nazionale ― Arabia Saudita | Cronologia completa delle presenze e delle reti in nazionale ― Arabia Saudita | Cronologia completa delle presenze e delle reti in nazionale ― Arabia Saudita | Cronologia completa delle presenze e delle reti in nazionale ― Arabia Saudita | Cronologia completa delle presenze e delle reti in nazionale ― Arabia Saudita |
| Data                                                                          | Città                                                                         | In casa                                                                       | Risultato                                                                     | Ospiti                                                                        | Competizione                                                                  | Reti                                                                          | Note                                                                          |
| ----------------------------------------------------------------------------- | ----------------------------------------------------------------------------- | ----------------------------------------------------------------------------- | ----------------------------------------------------------------------------- | ----------------------------------------------------------------------------- | ----------------------------------------------------------------------------- | ----------------------------------------------------------------------------- | ----------------------------------------------------------------------------- |
| 28-12-2017                                                                    | Al Kuwait                                                                     | Arabia Saudita                                                                | 0 – 2                                                                         | Oman                                                                          | Gulf Cup 2017-2018 - 1º turno                                                 | -                                                                             |                                                                               |
| 19-11-2019                                                                    | Riad                                                                          | Arabia Saudita                                                                | 0 – 0                                                                         | Paraguay                                                                      | Amichevole                                                                    | -                                                                             | 28’                                                                           |
| 27-11-2019                                                                    | Doha                                                                          | Arabia Saudita                                                                | 1 – 3                                                                         | Kuwait                                                                        | Coppa delle nazioni del Golfo 2019 - 1º turno                                 | -                                                                             |                                                                               |
| 30-11-2019                                                                    | Doha                                                                          | Bahrein                                                                       | 0 – 2                                                                         | Arabia Saudita                                                                | Coppa delle nazioni del Golfo 2019 - 1º turno                                 | -                                                                             |                                                                               |
| 2-12-2019                                                                     | Doha                                                                          | Oman                                                                          | 1 – 3                                                                         | Arabia Saudita                                                                | Coppa delle nazioni del Golfo 2019 - 1º turno                                 | -                                                                             |                                                                               |
| 5-12-2019                                                                     | Al Wakrah                                                                     | Arabia Saudita                                                                | 1 – 0                                                                         | Qatar                                                                         | Coppa delle nazioni del Golfo 2019 - Semifinali                               | -                                                                             |                                                                               |
| 8-12-2019                                                                     | Doha                                                                          | Bahrein                                                                       | 1 – 0                                                                         | Arabia Saudita                                                                | Coppa delle nazioni del Golfo 2019 - Finale 1º posto                          | -                                                                             | 4’                                                                            |
| 14-11-2020                                                                    | Riad                                                                          | Arabia Saudita                                                                | 3 – 0                                                                         | Giamaica                                                                      | Amichevole                                                                    | -                                                                             |                                                                               |
| 17-11-2020                                                                    | Riad                                                                          | Arabia Saudita                                                                | 1 – 2                                                                         | Giamaica                                                                      | Amichevole                                                                    | -                                                                             | 73’                                                                           |
| 30-3-2021                                                                     | Riad                                                                          | Arabia Saudita                                                                | 3 – 0                                                                         | Palestina                                                                     | Qual. Mondiali 2022                                                           | -                                                                             | 79’                                                                           |
| 5-6-2021                                                                      | Riad                                                                          | Arabia Saudita                                                                | 3 – 0                                                                         | Yemen                                                                         | Qual. Mondiali 2022                                                           | -                                                                             |                                                                               |
| 15-6-2021                                                                     | Riad                                                                          | Arabia Saudita                                                                | 3 – 0                                                                         | Uzbekistan                                                                    | Qual. Mondiali 2022                                                           | -                                                                             | 90+5’                                                                         |
| 2-9-2021                                                                      | Riad                                                                          | Arabia Saudita                                                                | 3 – 1                                                                         | Vietnam                                                                       | Qual. Mondiali 2022                                                           | -                                                                             |                                                                               |
| 7-9-2021                                                                      | Mascate                                                                       | Oman                                                                          | 0 – 1                                                                         | Arabia Saudita                                                                | Qual. Mondiali 2022                                                           | -                                                                             |                                                                               |
| 7-10-2021                                                                     | Gedda                                                                         | Arabia Saudita                                                                | 1 – 0                                                                         | Giappone                                                                      | Qual. Mondiali 2022                                                           | -                                                                             |                                                                               |
| 12-10-2021                                                                    | Gedda                                                                         | Arabia Saudita                                                                | 3 – 2                                                                         | Cina                                                                          | Qual. Mondiali 2022                                                           | -                                                                             |                                                                               |
| 11-11-2021                                                                    | Sydney                                                                        | Australia                                                                     | 0 – 0                                                                         | Arabia Saudita                                                                | Qual. Mondiali 2022                                                           | -                                                                             |                                                                               |
| 27-1-2022                                                                     | Riad                                                                          | Arabia Saudita                                                                | 1 – 0                                                                         | Oman                                                                          | Qual. Mondiali 2022                                                           | -                                                                             |                                                                               |
| 1-2-2022                                                                      | Saitama                                                                       | Giappone                                                                      | 2 – 0                                                                         | Arabia Saudita                                                                | Qual. Mondiali 2022                                                           | -                                                                             | 75’                                                                           |
| 5-6-2022                                                                      | Murcia                                                                        | Arabia Saudita                                                                | 0 – 1                                                                         | Colombia                                                                      | Amichevole                                                                    | -                                                                             |                                                                               |
| 9-6-2022                                                                      | Murcia                                                                        | Arabia Saudita                                                                | 0 – 1                                                                         | Venezuela                                                                     | Amichevole                                                                    | -                                                                             | 57’                                                                           |
| 23-9-2022                                                                     | Murcia                                                                        | Arabia Saudita                                                                | 0 – 0                                                                         | Ecuador                                                                       | Amichevole                                                                    | -                                                                             | 46’                                                                           |
| 27-9-2022                                                                     | Murcia                                                                        | Arabia Saudita                                                                | 0 – 0                                                                         | Stati Uniti                                                                   | Amichevole                                                                    | -                                                                             | 81’                                                                           |
| 10-11-2022                                                                    | Abu Dhabi                                                                     | Arabia Saudita                                                                | 1 – 1                                                                         | Panama                                                                        | Amichevole                                                                    | -                                                                             | 46’                                                                           |
| 22-11-2022                                                                    | Lusail                                                                        | Argentina                                                                     | 1 – 2                                                                         | Arabia Saudita                                                                | Mondiali 2022 - 1º turno                                                      | -                                                                             | 78’                                                                           |
| 26-11-2022                                                                    | Al Rayyan                                                                     | Polonia                                                                       | 2 – 0                                                                         | Arabia Saudita                                                                | Mondiali 2022 - 1º turno                                                      | -                                                                             | 65’                                                                           |
| 30-11-2022                                                                    | Lusail                                                                        | Arabia Saudita                                                                | 1 – 2                                                                         | Messico                                                                       | Mondiali 2022 - 1º turno                                                      | -                                                                             | 88’                                                                           |
| 28-3-2023                                                                     | Gedda                                                                         | Arabia Saudita                                                                | 1 – 2                                                                         | Bolivia                                                                       | Amichevole                                                                    | -                                                                             | 76’                                                                           |
| 12-9-2023                                                                     | Newcastle upon Tyne                                                           | Arabia Saudita                                                                | 0 – 1                                                                         | Corea del Sud                                                                 | Amichevole                                                                    | -                                                                             | 78’                                                                           |
| 17-10-2023                                                                    | Portimão                                                                      | Arabia Saudita                                                                | 1 – 3                                                                         | Mali                                                                          | Amichevole                                                                    | -                                                                             | 64’                                                                           |
| 6-6-2024                                                                      | Amman                                                                         | Pakistan                                                                      | 0 – 3                                                                         | Arabia Saudita                                                                | Qual. Mondiali 2026                                                           | -                                                                             | 77’                                                                           |
| 5-9-2024                                                                      | Riad                                                                          | Arabia Saudita                                                                | 1 – 1                                                                         | Indonesia                                                                     | Qual. Mondiali 2026                                                           | -                                                                             | 85’ 89’                                                                       |
| 14-11-2024                                                                    | Melbourne                                                                     | Australia                                                                     | 0 – 0                                                                         | Arabia Saudita                                                                | Qual. Mondiali 2026                                                           | -                                                                             | 88’                                                                           |
| 19-11-2024                                                                    | Giacarta                                                                      | Indonesia                                                                     | 2 – 0                                                                         | Arabia Saudita                                                                | Qual. Mondiali 2026                                                           | -                                                                             | 79’                                                                           |
| 22-12-2024                                                                    | Al Kuwait                                                                     | Arabia Saudita                                                                | 2 – 3                                                                         | Bahrein                                                                       | Coppa delle nazioni del Golfo 2024 - 1º turno                                 | -                                                                             |                                                                               |
| 25-12-2024                                                                    | Al Kuwait                                                                     | Yemen                                                                         | 2 – 3                                                                         | Arabia Saudita                                                                | Coppa delle nazioni del Golfo 2024 - 1º turno                                 | -                                                                             |                                                                               |
| 28-12-2024                                                                    | Al Kuwait                                                                     | Iraq                                                                          | 1 – 3                                                                         | Arabia Saudita                                                                | Coppa delle nazioni del Golfo 2024 - 1º turno                                 | -                                                                             |                                                                               |
| 31-12-2024                                                                    | Al Kuwait                                                                     | Oman                                                                          | 2 – 1                                                                         | Arabia Saudita                                                                | Coppa delle nazioni del Golfo 2024 - Semifinale                               | -                                                                             | 90+14’                                                                        |
| Totale                                                                        |                                                                               | Presenze                                                                      | 38                                                                            |                                                                               | Reti                                                                          | 0                                                                             |                                                                               |

## Palmarès

### Competizioni nazionali
- Campionato saudita: 1

Al-Nassr: 2018-2019
- Supercoppa saudita: 2

Al-Nassr: 2019, 2020

### Competizioni internazionali
- Coppa dei Campioni araba per club: 1

Al-Nassr: 2023